# Carme Chacón
Carme Maria Chacón Piqueras (Esplugues de Llobregat, 1971. március 13. – Madrid, 2017. április 9.) spanyol politikus.

## Élete
A Barcelonai Egyetemen szerzett jogi diplomát. Posztgraduális képzésen vett részt az Osgoode Hall Law School-on, a Kingston University-n és az Université Laval-on. 1994 és 2004 között a Gironai Egyetemen alkotmányjogi oktatóként dolgozott. Tagja volt a Katalán Szocialista Pártnak (PSC) és a Spanyol Szocialista Munkáspártnak (PSOE). A 2000-es választások lett először képviselő az alsóházban. 2004 és 2007 az alsóház alelnöke volt. 2007 és 2008 között lakásügyi, 2008 és 2011 között védelmi miniszter volt. Ő volt az első női védelmi miniszter Spanyolországban.
2012. február 4-én a PSOE kongresszusán indult a főtitkári pozícióért, de szoros versenyben 487:465 arányban alul maradt Alfredo Pérez Rubalcabával szemben. 2012 és 2016 között a Szocialista Munkáspárt nemzetközi kapcsolataiért volt felelős. 2016-ban visszavonult a politikai életből és jogászként kezdett el dolgozni.
2017. április 9-én otthonában hunyt el veleszületett szívfejlődési rendellenesség komplikációi következtében.